# Février 1854

## Événements
- 1er février : incendie des édifices parlementaires à Québec.

- 4 février : construction du fort de Vieruyi (Alma-Ata) par la Russie au Kazakhstan.

- 9 février, France : mini-tremblement de terre à Nice.

- 13 février (Japon) : retour de la flotte du commodore Matthew C. Perry dans la baie de Tokyo, pour chercher la réponse du shogunat. Il se présente devant le port de Shimoda avec neuf navires de guerre. Le nouveau shogun Iesada Tokugawa décide de consulter l’empereur.

- 23 février :
  - À l’issue de la convention de Bloemfontein, la Grande-Bretagne reconnaît l’indépendance de l’État libre d'Orange.
  - Guerre de Crimée : le général Canrobert reçoit le commandement de la 1re division de l'armée d'Orient.

- 25 février, Guerre de Crimée : le général Élie Frédéric Forey reçoit le commandement de la 4e division de l'armée d'Orient.
  - Formation de l'armée d'Orient ; le général Bosquet reçoit le commandement d'une division.

- 27 février, Guerre de Crimée : le tsar refuse l’ultimatum franco-britannique exigeant l’évacuation des principautés danubiennes.

## Naissances
- 16 février : Fulgence Masson, avocat, journaliste et homme politique belge († 24 janvier 1942).
- 20 février : Désiré Lubin, peintre français († 4 juin 1929).
- 23 février : José de Calasanz Félix Santiago Vives y Tutó, capucin et cardinal espagnol († 7 septembre 1913).

## Décès
- 17 février : John Martin, peintre britannique (° 19 juillet 1789).
- 27 février : Félicité Robert de Lamennais (72 ans), philosophe chrétien français, à Paris.